# Vlaamsch Verbond voor Brussel
Het Vlaamsch Verbond voor Brussel was een pluralistische Brusselse vereniging die van 1933 tot en met 1944 de belangen van de Nederlandstalige Brusselaars behartigde. De vereniging ontstond als gevolg van de communautaire spanningen in Brussel tijdens het Interbellum en trad op als koepelorganisatie voor de verschillende Nederlandstalige culturele, sociale en politieke verenigingen in de hoofdstad. Het Verbond was de voorganger van het latere Comité tot Bevordering van het Vlaams Leven te Brussel en het Vlaams Komitee voor Brussel.  

## Geschiedenis
Aan het begin van de jaren 1930 namen binnen Brussel de communautaire spanningen tussen de Nederlandstalige en Franstalige gemeenschappen toe. Onder meer de talentelling van 1930 en de parlementaire debatten over het taalgebruik binnen het onderwijs en de administratie droegen hieraan in grote mate bij. Als gevolg van de toenemende verfransing van Brussel eisten francofone strijdverenigingen als de Ligue contre la flamandisation zowel het einde van de tweetaligheid in gemeenten als Elsene, als een tweetalig bestuur in Nederlandstalige gemeenten zoals Ganshoren en Sint-Agatha-Berchem. Als reactie hierop riep de Vlaamse intelligentsia op om weerstand te bieden tegen de verfransing van de hoofdstad.
Op de vergadering van de Vlaamse Club voor Kunsten, Wetenschappen en Letteren van 15 juni 1932 bepleitte Arthur Cornelis voor de absolute gelijkheid tussen de Nederlands- en Franstalige inwoners van Brussel. Tijdens opeenvolgende vergaderingen groeide het besef dat er nood was aan een overkoepelende en pluralistische vereniging om deze inspanningen in goede banen te leiden. Op 8 maart 1933 werd de het Vlaamsch Verbond voor Brussel opgericht als vereniging zonder winstoogmerk. De raad van bestuur bestond uit voorname Brusselaars met diverse ideologische achtergronden, waaronder Hendrik Fayat, August Wauter, Edward Brieven, Robert van der Bracht en Jozef Clottens. Deze laatste was tevens de eerste voorzitter van de vereniging. Het Verbond kende een snelle groei en tegen 1939 waren 166 culturele, sociale en politieke Brusselse verenigingen bij de koepelorganisatie aangesloten. In 1944 moest het Vlaamsch Verbond haar werking echter stopzetten.

## Werking
De werking van het Vlaamsch Verbond was gebaseerd op werkgroepen en commissies. Deze werden opgericht voor de domeinen Toneel, Nijverheid, Godsdienst, Bestuur, Onderwijs, Leger en Gerecht. Ondanks deze diversiteit bleven het onderwijs en de handhaving van de taalwetten de belangrijkste bekommernissen voor het Verbond. Het taalgebruik bij de Belgische ministeries en administraties was een ander kernthema. Binnen dit kader hield het Verbond zich bezig met het verzamelen en verspreiden van informatie en statistieken over het taalgebruik binnen het Brusselse onderwijs.
Naast haar werking als koepelorganisatie lanceerde het Vlaamsch Verbond voor Brussel ook eigen campagnes en initiatieven. Aan het begin van elk schooljaar werd er bijvoorbeeld een publiciteitscampagne gevoerd ter promotie van het Nederlandstalige onderwijs. Via pamfletten, affiches en advertenties werden ouders ertoe aangezet hun kinderen naar Nederlandstalige scholen te sturen. Ook politieke acties zoals het organiseren van betogingen maakten deel uit van deze inspanningen. Het Vlaamsch Verbond zette zich eveneens in voor het Nederlandstalige cultuur- en uitgaansleven. Van 1933 tot en met 1939 was het Verbond een van de hoofdorganisatoren van de Brusselse Guldensporenfeesten. Dit gebeurde in samenwerking met verenigingen als het Davidsfonds, het Willemsfonds, het Vermeylenfonds, de Antwerpse-Limburgse-Oost- en West-Vlaamse takken van de Gouwbond, de Brusselse afdeling van de VTB-VAB, het Conscience Huis-Graaf van Egmont en het Algemeen-Nederlands Verbond. Het Vlaamsch Verbond organiseerde ook herdenkingsmomenten voor markante en belangrijke Vlamingen.
In 1933 bracht het Vlaamsch Verbond een eigen tijdschrift uit onder de naam Brussel, dat vooral focuste op het verspreiden van onder meer de feestprogramma's. In 1938 werd het herdoopt tot Brusselse Tijdingen. Als officieel maandblad van het Verbond volgde Brusselse Tijdingen de Brusselse taalsituatie op de voet.